# Hangö Kex
Hango Kex Ab var en finländsk kexfabrik som grundades 1910 i Hangö i Nyland. Från och med år 1927 ägdes fabriken av Karl Fazer Ab. Fazer stängde fabriken på 1970-talet när Fazers verksamhet centrerades till Vanda.
Hangö kexfabriks huvudbyggnad är skyddad av Museiverket.

## Historia
Företaget grundades år 1910 med namnet Finsk-Engelska Biscuit-fabrik Ab. Syftet med fabriken var att ersätta stort import av kex. År 1910 importerades cirka 400 000 kg av kex till Finland speciellt från England och Ryssland. Till den nya fabrikens tekniska direktör valdes engelsk Henry E. Hutton som tidigare hade jobbat för olika kexfabriker i England. Hutton skaffade nya tidsenliga maskiner till fabriken från England.
Bolagets huvudbyggnad byggdes av Tvärminne tegelfabriks ljusa tegel enligt arkitekterna Valter Thomé och Ivar Thomés ritningar. Fabriken köptes av kommerseråd Hemming Elfving i början av 1920-talet. Elfving utvidgade produktionen från kex till även margarin, lakrits och våfflor. Bolaget hade också egen lådfabrik, boktryckeri och kraftverk.
År 1927 fabriken köptes av Oy Karl Fazer Ab som hade tillverkat kex för tre år i Helsingfors. Fazer tillverkade bland annat Albert och Marie kex i Hangö. Lakritstillverkningen flyttades från Hangö till Helsingfors redan år 1930. År 1937 byttes fabrikens namn till Hangon Keksi – Hangö Kex. Verksamhet slutades i Hangö år 1940.

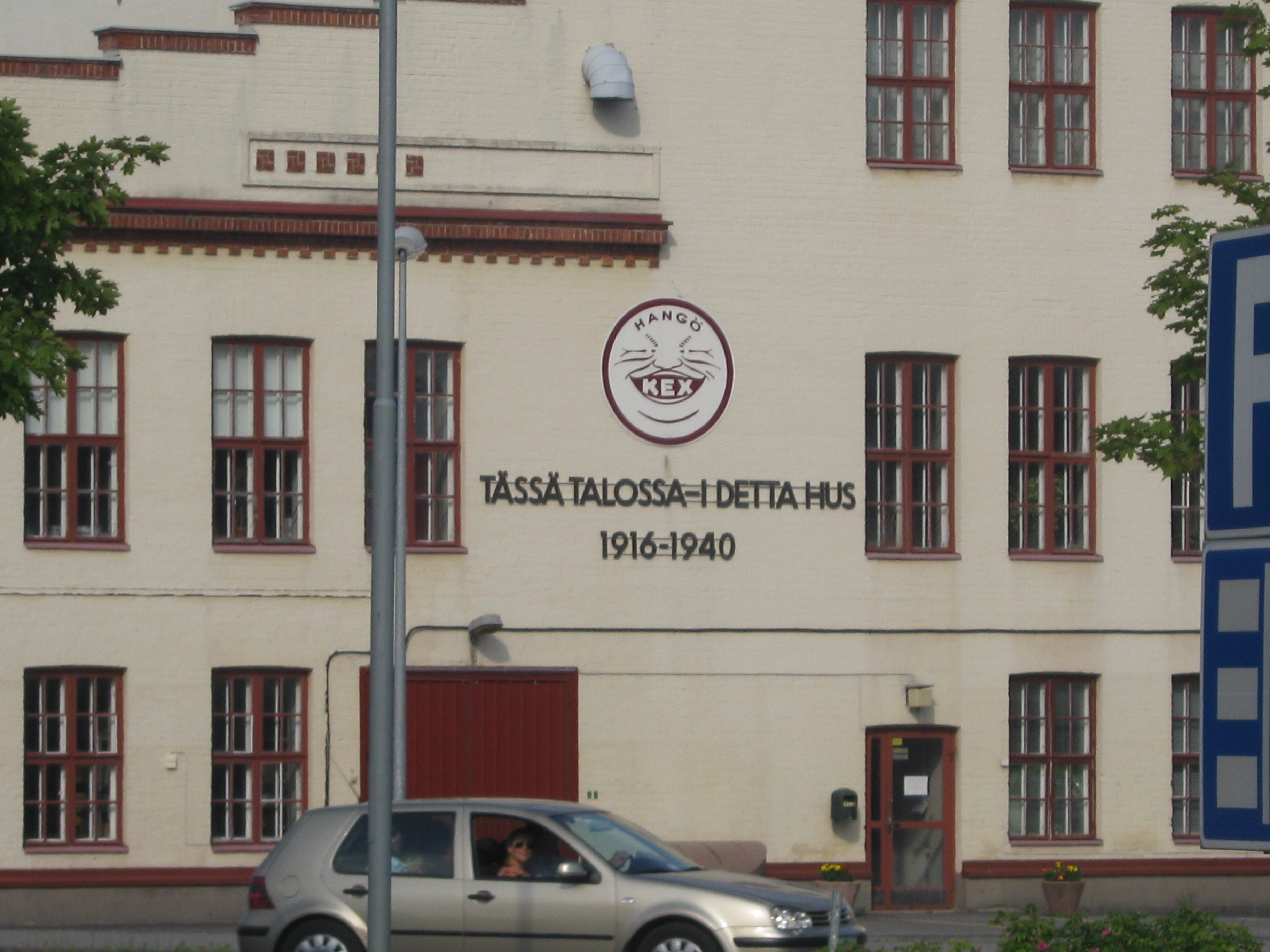
Kexfabrikens logo

"Att vara glad som ett Hangö kex" blev ett populärt ordspråk som fick sin början från Hangö kexfabriks logo.